# В-Варен Нагасаки
«В-Варен Нагасаки» (яп. V・ファーレン長崎 Ви: Фа:рэн Нагасаки, англ. V-Varen Nagasaki) — японский футбольный клуб из города Нагасаки, префектура Нагасаки. Домашние игры проводит на стадионе
«Transcosmos Stadium Nagasaki (en:)», вмещающем 20 027 зрителей от 2024, переехали с «Transcosmos Stadium Nagasaki», 15 419 зрителей.

## История
Футбольный клуб «В-Варен Нагасаки» был основан в 2005 году путём слияния клубов «Ариакэ» и «Куними». Несколько лет выступал в региональной лиге Кюсю. В 2007 году занял 3-е место в лиге, а год спустя — 2-е, что позволило клубу в 2009 году дебютировать в Японской футбольной лиге. После четырёх сезонов выступления в третьем по силе футбольном дивизионе Японии «В-Варен Нагасаки» стал его чемпионом и с 2012 года выступает во втором дивизионе Джей-лиги. После победы команды в Японской футбольной лиге её главным тренером стал уроженец префектуры Нагасаки и бывший форвард сборной Японии Такуя Такаги
.

## Происхождение названия, цвета и символы

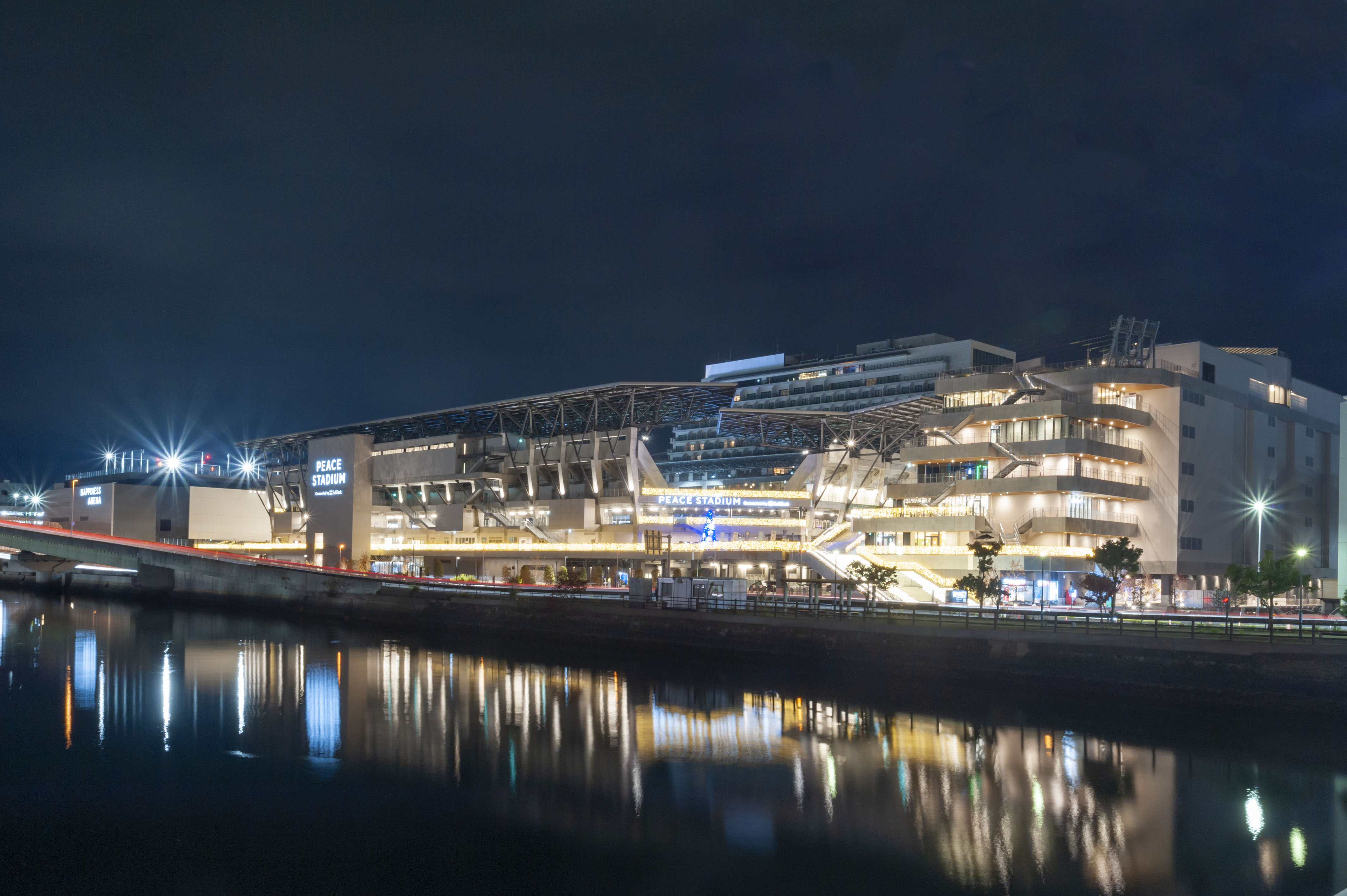
PEACE STADIUM Connected by SoftBank, используется с 2024 года..

Первая буква «V» в названии клуба символизирует победу, часть названия «Varen» происходит из нидерландского языка и означает в переводе «плыть»
.
Таким образом название клуба символизирует «путь к победе»

Цветами клуба являются синий и оранжевый. В этих цветах выполнена и клубная эмблема, где изображена утка-мандаринка — один из символов префектуры Нагасаки.

## Статистика выступлений
Данные приведены без учёта выступлений в региональной лиге
| Лига | Сезон | И  | В  | Н  | П  | М     | ±   | Очки | Место    |
| ---- | ----- | -- | -- | -- | -- | ----- | --- | ---- | -------- |
| Д3   | 2009  | 34 | 12 | 8  | 14 | 38—43 | -5  | 44   | 11 из 18 |
| Д3   | 2010  | 34 | 15 | 8  | 11 | 50—38 | +12 | 53   | 5 из 18  |
| Д3   | 2011  | 34 | 15 | 11 | 7  | 61—44 | +17 | 56   | 5 из 18  |
| Д3   | 2012  | 32 | 20 | 7  | 5  | 57—44 | +23 | 67   | 1 из 17  |
| Д2   | 2013  | 42 | 19 | 9  | 14 | 48—40 | +8  | 66   | 6 из 22  |
| Д2   | 2014  | 42 | 12 | 16 | 14 | 45—42 | +3  | 52   | 14 из 22 |
| Д2   | 2015  | ?  | ?  | ?  | ?  | ?     | ?   | ?    | ? из 22  |

[ДЗ]—Японская футбольная лига
[Д2]—Второй дивизион Джей-лиги